# Naturschutzgebiet Hummelgrund

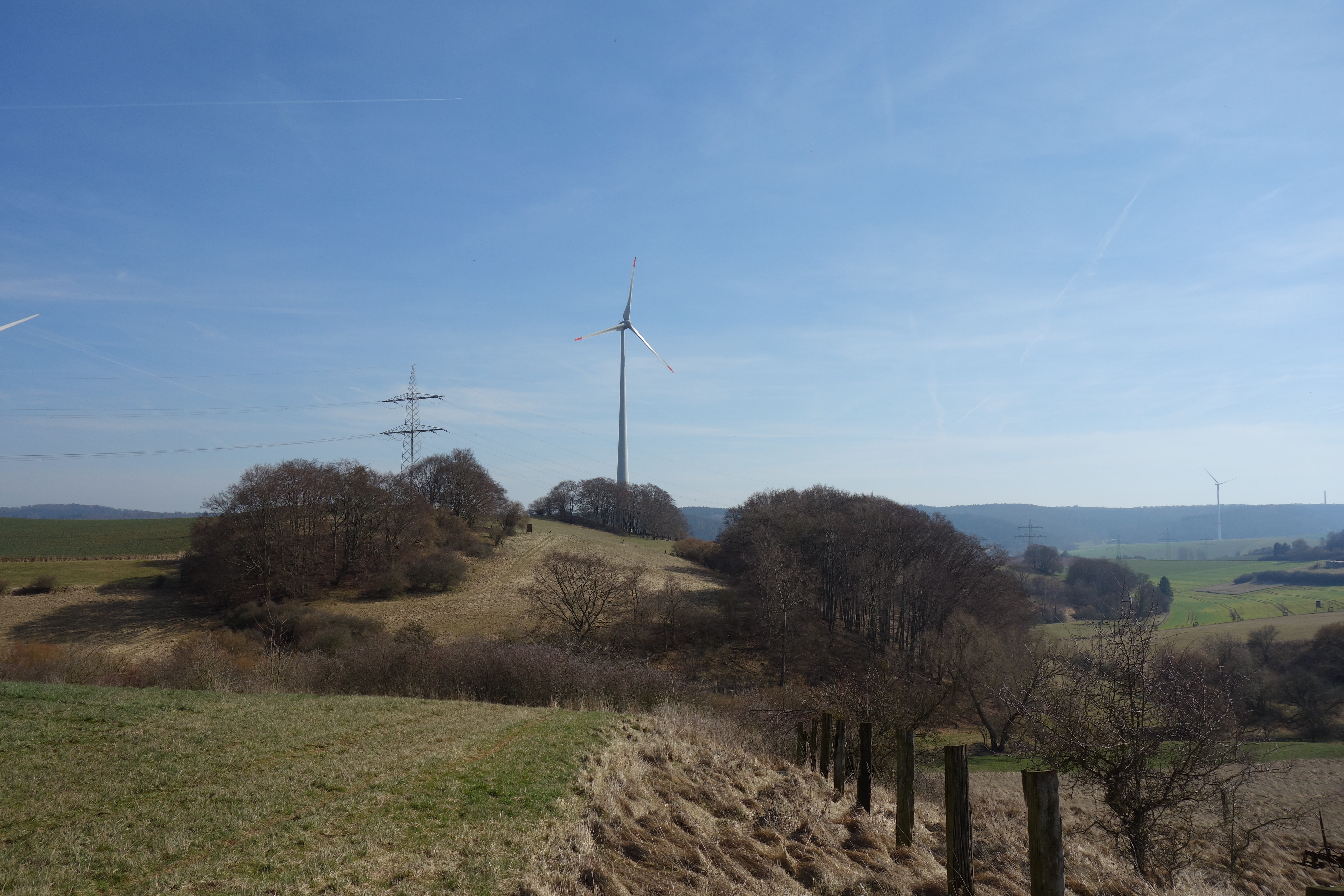
Hummelgrund vom Nordwestrand des NSG

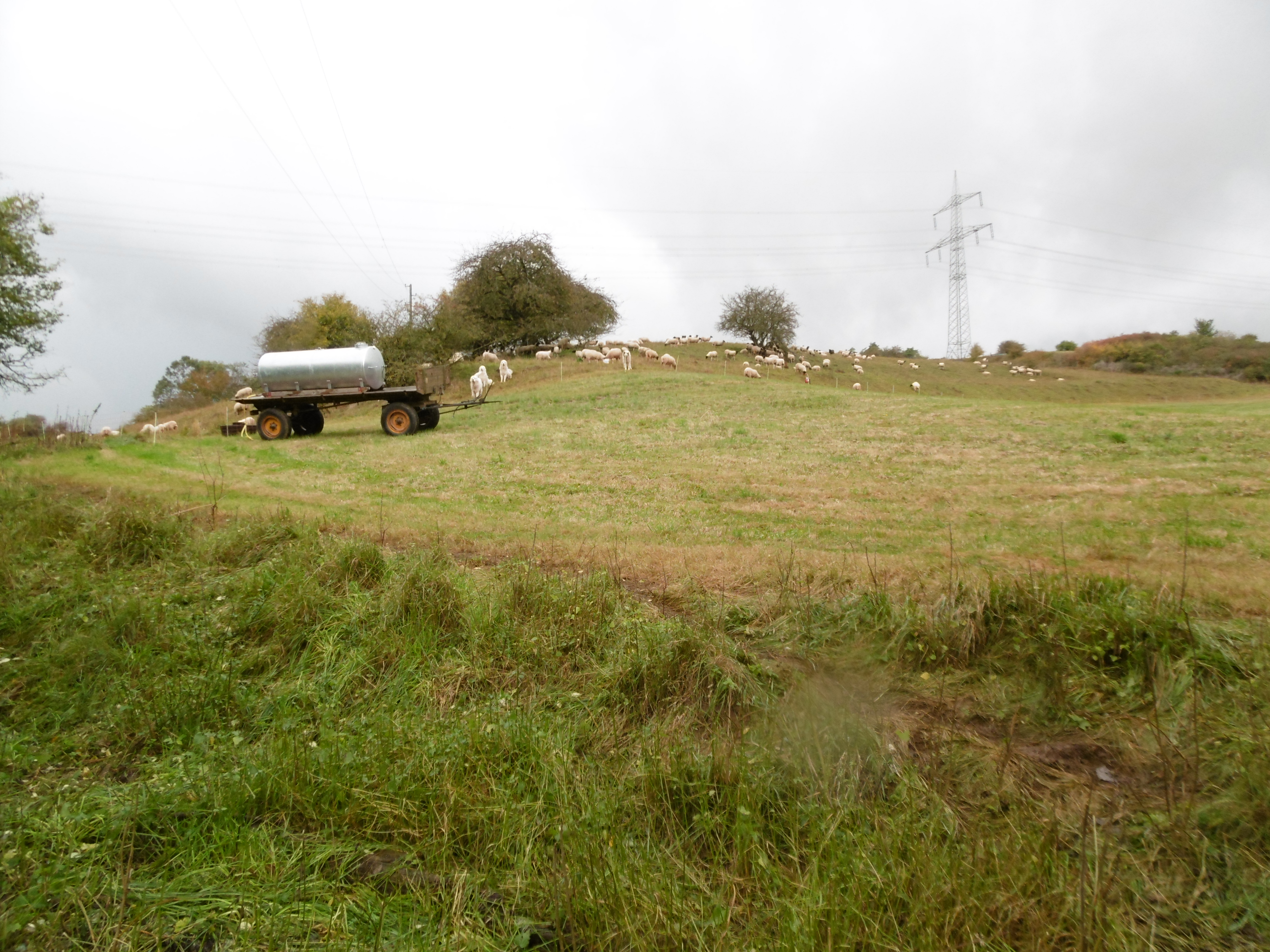
Schafherde mit Herdenschutzhunden im westlichen Teil des NSG Hummelgrund

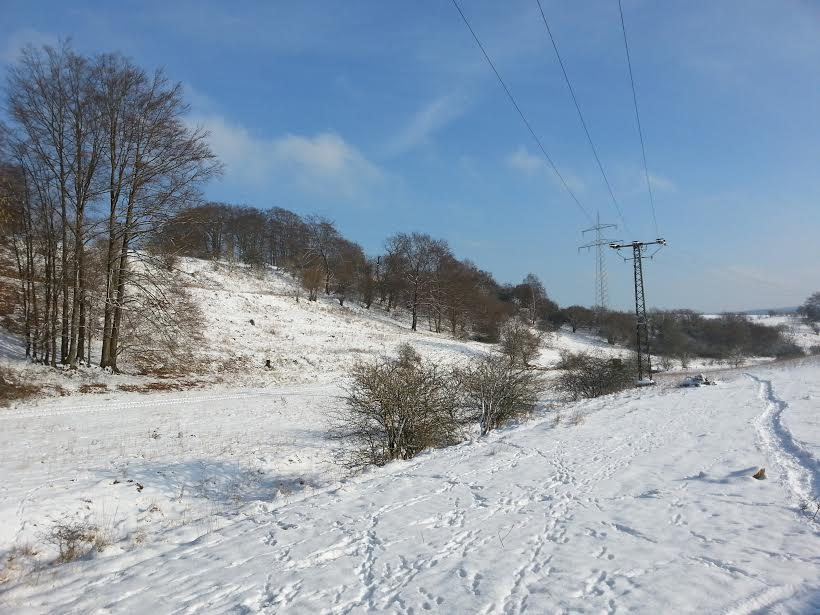
Mittelbereich des Naturschutzgebietes Hummelgrund im Winter

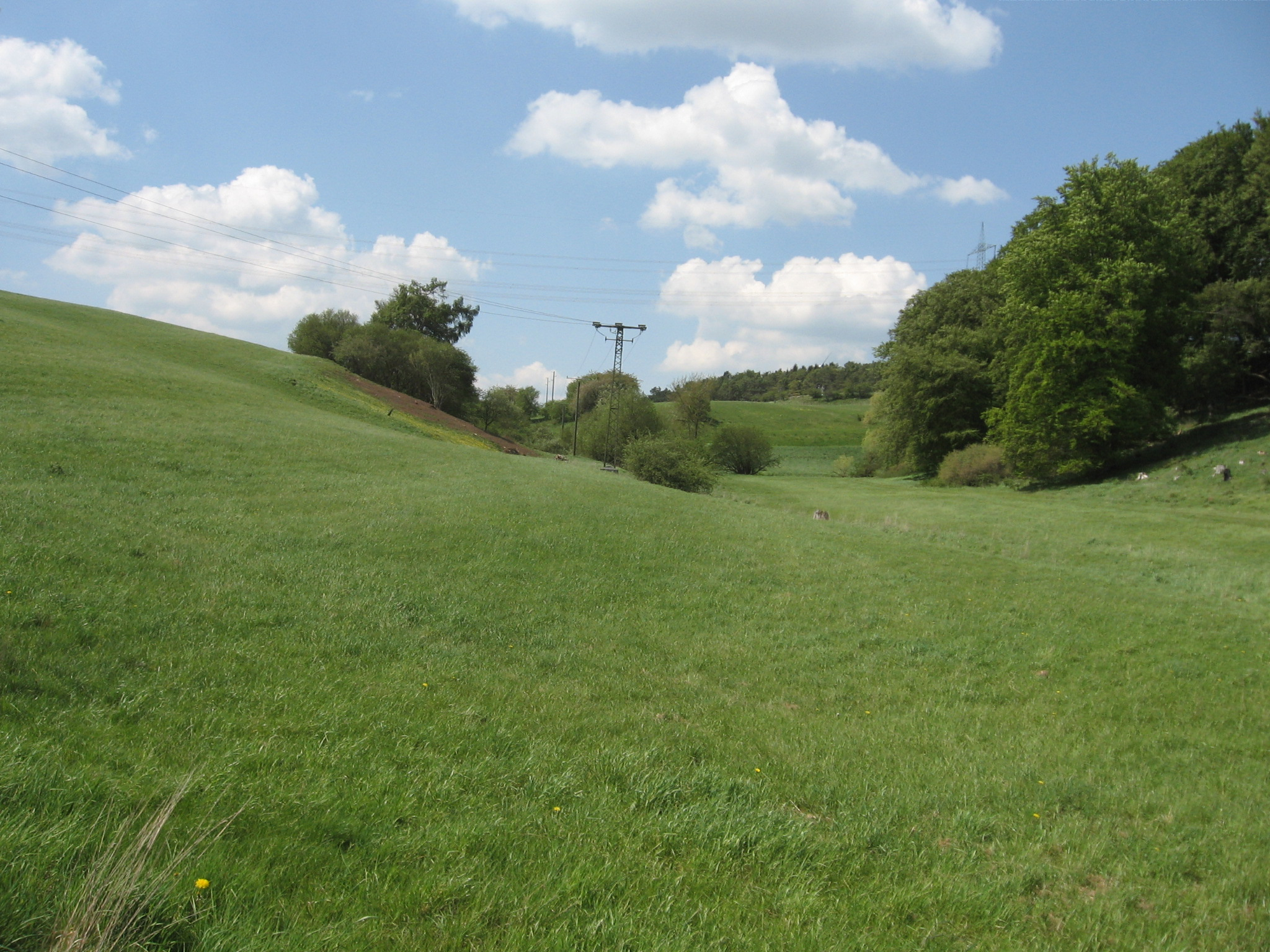
Westbereich des Naturschutzgebietes Hummelgrund im Mai

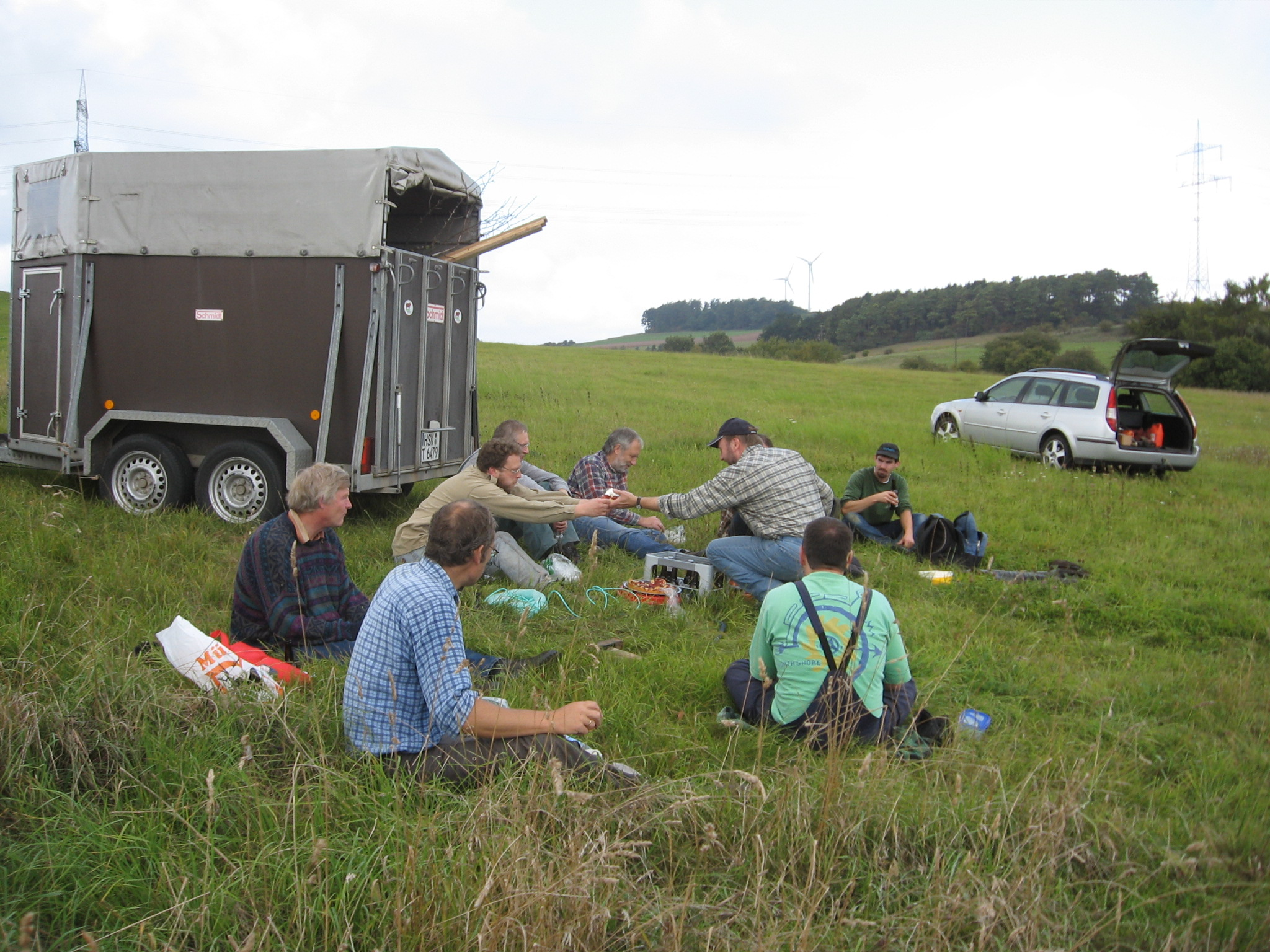
Mitglieder des VNV bei der Pause bei einem Arbeitseinsatz im Hummelgrund

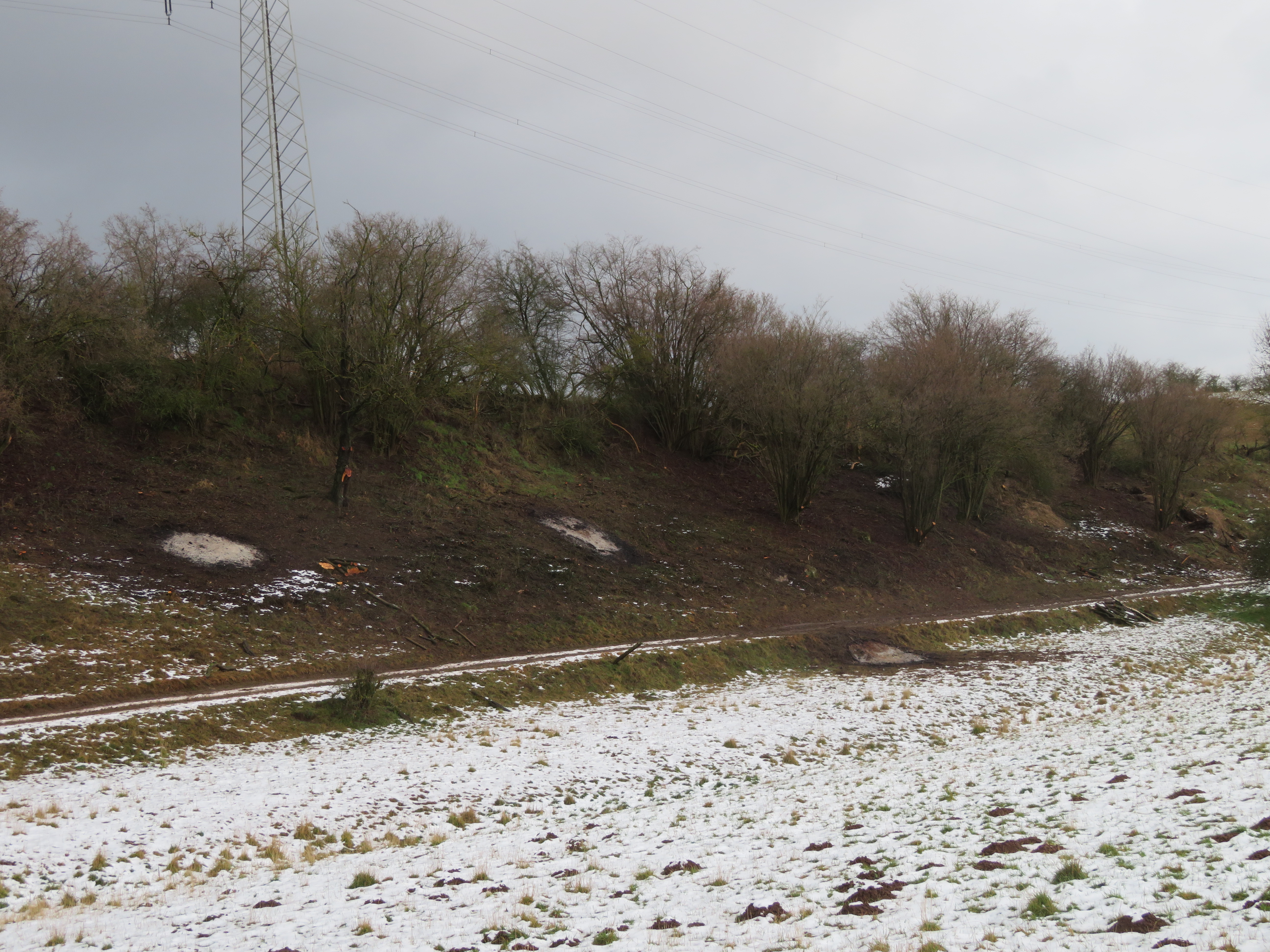
Freigestellter Verbuschungsbereich

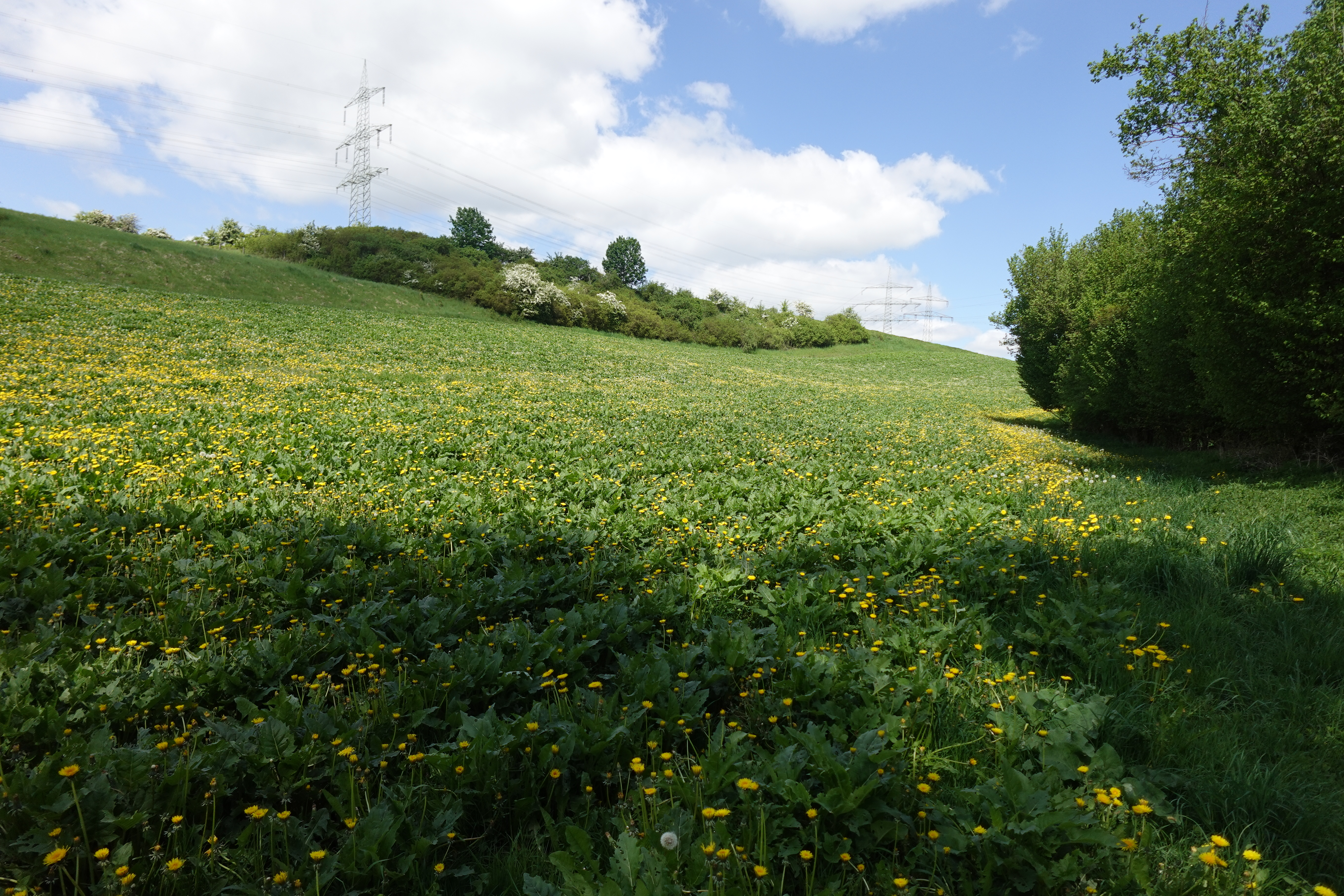
Einer der Äcker

Das Naturschutzgebiet Hummelgrund liegt nordwestlich von Udorf im Stadtgebiet von Marsberg im Hochsauerlandkreis. Es wurde 2008 mit dem Landschaftsplan Marsberg als Naturschutzgebiets (NSG) ausgewiesen und ist 34,31 ha groß. Teile des NSG gehören zum Fauna-Flora-Habitat (FFH) Glockengrund, Glockenrücken und Hummelgrund (Natura 2000-Nr. DE-4519-305) im Europäischen Schutzgebietssystem nach Natura 2000. Das NSG gehört seit 2023 als Teilfläche zum Vogelschutzgebiet Diemel- und Hoppecketal mit angrenzenden Wäldern. Das NSG grenzt im Norden direkt an die Landesgrenze von Hessen. Das NSG stellt den nördlichen Teil des FFH-Gebietes Glockengrund, Glockenrücken und Hummelgrund dar. Südlich des Hummelgrundes befinden sich das Naturschutzgebiet Glockengrund und südöstlich das Naturschutzgebiet Udorfer Mühle. Das FFH-Gebiet gehört gemeinsam mit den ähnlich strukturierten NSG's an den Hängen von Glinde- und Diemeltal zu einem historischen Kulturlandschaftstyp mit enger Verzahnung von Gebüschen und Offenland und mit einer artenreichen und spezifischen Fauna und Flora carbonatischer Prägung, der im Hochsauerlandkreis einzigartig ist. Diese Flächen wurden früher in der Regel von Schäfern mit ihren Schaf- und Ziegenherden abgehütet. Im Norden grenzt das NSH teilweise direkt an Hessen. Im Norden grenzt sonst das Landschaftsschutzgebiet Rotes Land an. Im Westen liegt das Landschaftsschutzgebiet Platte und im Süden das Landschaftsschutzgebiet Freiflächen westlich Udorf.

## Beschreibung
Die Magerrasen im NSG repräsentieren einen in seinem Naturschutzwert herausragenden Restbestand der historischen Weidelandschaften auf Kalkverwitterungsböden mit Zechstein-Kalken der Marsberger Hochfläche. Das NSG Hummelgrund umfasst die überwiegend südexponierten Flanken des gleichnamigen Tälchens. Das Grünland im NSG an der Talflanke besteht teilweise aus Magerrasen, genauer Kalkmagerrasen. Das Grünland im NSG ist durch Wald- und Gebüschflächen unterschiedlicher Größe gegliedert. Auch kleinere Ackerflächen liegen im Westbereich. Das im NSG verlaufende, meist trockene Bachbett, ist bis zu 2 m eingetieft und wird streckenweise von Feldgehölzen aus alten Weiden und Hasel gesäumt. Die entscheidenden Merkmale des Gebietes sind jedoch die blütenreichen Kalkmagerrasen, die häufig durch unterschiedlich dicht ausgeprägte Gebüschgesellschaften angereichert sind und etliche Nesthügel von Wiesenameisen aufweisen. Die Flurbezeichnung Eisengrube und einige nur noch andeutungsweise erkennbare Bergbau-Pingen lassen auf alten Erzbergbau im Gebiet schließen. Durch die Gebüsche ist das Gebiet zusätzlich ein wertvoller Brutbiotop für gefährdete heckenbrütende Vogelarten wie dem Neuntöter.

## Pflanzenarten im NSG
Das Landesamt für Natur, Umwelt und Verbraucherschutz Nordrhein-Westfalen dokumentierte im Schutzgebiet Pflanzenarten wie Acker-Witwenblume, Aufrechter Ziest, Bärenschote, Breitblättriger Thymian, Echte Schlüsselblume, Echtes Johanniskraut, Echtes Labkraut, Gänseblümchen, Gelbes Sonnenröschen, Großblütige Braunelle, Gundermann, Jakobs-Greiskraut, Kleine Bibernelle, Kleine Braunelle, Kleiner Odermennig, Kleiner Wiesenknopf, Knolliger Hahnenfuß, Kriechende Hauhechel, Magerwiesen-Margerite, Mittlerer Wegerich, Moschus-Malve, Pastinak, Purgier-Lein, Oregano, Quellen-Hornkraut, Quendelblättriges Sandkraut, Ruprechtskraut, Skabiosen-Flockenblume, Vielblütige Weißwurz, Wacholder, Wald-Erdbeere, Wald-Veilchen, Waldmeister, Weinberg-Lauch, Weißes Labkraut, Wiesen-Flockenblume, Wiesen-Kerbel, Wiesen-Labkraut, Wiesen-Pippau, Wilde Möhre und Wirbeldost.

## Schutzzweck des Naturschutzgebietes
Das NSG wurde zur Erhaltung eines struktur- und besonders artenreichen Biotopkomplexes aus unterschiedlich mageren Grünlandflächen mit reicher Feldgehölzstrukturierung und eingestreuten Kalkbuchenwäldchen ausgewiesen. Auch soll die Habitatfunktion für etliche gefährdete Pflanzen-, Vogel und Insektenarten erhalten werden. Das NSG soll zur Sicherung der Grünlandnutzung durch Hüteschäferei beitragen. Das NSG soll zur Umsetzung des europäischen Schutzgebietssystems Natura 2000 beitragen.

## Naturschutz
Im FFH-Gebiet Glockengrund, Glocken-rücken und Hummelgrund wurden ab 1990 50,13 ha durch die NRW-Stiftung angekauft. Das NSG wird zum Großteil von einem Schäfer aus Udorf mit seiner Schaf- und Ziegenherde beweidet. Andere Grünlandflächen werden vom Schäfer als Mähwiesen genutzt und später im Jahr nachbeweidet. Seit den 1990er Jahren finden zudem Pflegearbeiten des Verein für Natur- und Vogelschutz im Hochsauerlandkreis (VNV) und der Biologische Station Hochsauerlandkreis im NSG statt. Insbesondere wurden Schwarzdorn-Büsche und Stockausschläge mit Motorsäge und Freischneider entfernt. Der VNV pflanzte am Südwestrand Obstbäume und führt dort den Pflegeschnitt an den Obstbäumen durch. Auch Obstbaum-Schnittkurse werden dort durchgeführt.